# Делень (Чортешть, Ясси)
Делень, Делені (рум. Deleni) — село у повіті Ясси в Румунії. Входить до складу комуни Чортешть.
Село розташоване на відстані 306 км на північний схід від Бухареста, 32 км на південний схід від Ясс.

## Населення
За даними перепису населення 2002 року у селі проживала 531 особа, усі — румуни. Усі жителі села рідною мовою назвали румунську.